# Golden Child : L'Enfant sacré du Tibet
Ne doit pas être confondu avec Little Buddha.
Pour plus de détails, voir Fiche technique et Distribution.
Golden Child : L'Enfant sacré du Tibet ou L'enfant sacré du Tibet au Québec (The Golden Child) est un film américain réalisé par Michael Ritchie et sorti en 1986.

## Synopsis
Dans les années 1980, au Tibet, un jeune garçon sacré, contenant toute la pureté du monde, est enlevé par un redoutable démon. Celui-ci veut tuer l'enfant afin de répandre le mal sur la planète. Pour contrer cette fatalité imminente, Chandler Jarrell — un Américain incrédule vivant à Los Angeles et choisi depuis des millénaires — va devoir batailler contre ces forces obscures à l'issue incertaine.

## Fiche technique
Sauf indication contraire, les informations mentionnées dans cette section peuvent être confirmées par la base de données cinématographiques IMDb,  présente dans la section « Liens externes ».
- Titre français : Golden Child : L'Enfant sacré du Tibet
- Titre québécois : L'Enfant sacré du Tibet
- Titre original : The Golden Child
- Réalisation : Michael Ritchie
- Scénario : Dennis Feldman
- Musique : Michel Colombier ; chanson thème : The Best Man in the World d'Ann Wilson
- Photographie : Donald E. Thorin
- Montage : Richard A. Harris
- Décors : J. Michael Riva
- Costumes : Wayne A. Finkelman (it)
- Production : Edward S. Feldman (en) et Robert D. Wachs
- Société de production et de distribution : Paramount Pictures
- Pays de production :  États-Unis
- Langue originale : anglais
- Format : Couleur - Dolby - 35 mm - 1.85:1
- Budget : 25 000 000 $
- Genre : comédie, fantastique (dark fantasy), action, aventures et arts martiaux
- Durée : 95 minutes
- Dates de sortie :
  - États-Unis : 12 décembre 1986
  - France : 1er avril 1987
- Classification[1] :
  - États-Unis : PG-13
  - France : tous publics

## Distribution
- Eddie Murphy (VF : Med Hondo) : Chandler Jarrell
- Charlotte Lewis (VF : Maïk Darah) : Kee Nang
- Charles Dance (VF : Jean-Claude Balard) : Sardo Numspa
- Jasmine Lauren Reate : l'enfant sacré (créditée J. L. Reate)
- Victor Wong (VF : Roger Carel) : Grand Pa
- James Hong (VF : Claude Dasset) : Dr Hong
- Randall « Tex » Cobb : Til
- Shakti Chen (VF : Jacqueline Cohen) : Kala
- Tau Logo : Yu
- Tiger Chung Lee : Khan
- Pons Maar : Fu
- Peter Kwong (de) : Tommy Tong
- Wally Taylor (en) (VF : Pascal Renwick) : l'inspecteur Boggs
- Eric Douglas (VF : Daniel Russo) : un des Dragon Jaune
- Frank Welker (voix)

## Production

### Genèse et développement
Le projet est initié par Dennis Feldman, ancien photographe devenu scénariste, qui développe un script intitulé The Rose of Tibet décrit comme un « film à la Raymond Chandler avec des éléments surnaturels ». Son script attire l'attention des grands studios hollywoodiens. Paramount Pictures obtient les droits 330 000 $. Dennis Feldman voulait initialement en faire un polar et pensait à Mel Gibson pour le rôle principal. John Carpenter est contacté pour le poste de réalisateur mais il préfère tourner Les Aventures de Jack Burton dans les griffes du Mandarin (1986) avec Kurt Russell. Le projet est finalement réécrit en comédie avec Eddie Murphy. Ce dernier contacte George Miller pour mettre en scène le film. Le cinéaste australien aurait refusé après avoir attendu Eddie Murphy à une réunion pendant quatre heures. La réalisation sera finalement confiée à Michael Ritchie.

### Attribution des rôles
Le personnage de l'enfant sacré est un garçon mais incarné par une fille, J. L. Reate. Il s'agit par ailleurs de l'une des premières apparitions au cinéma de Charlotte Lewis.

### Tournage et effets spéciaux
Le tournage a lieu en Californie (Los Angeles, Pacoima, Beverly Hills, Mammoth Mountain) ainsi qu'au Népal.
Pour les effets spéciaux, l'équipe utilise des techniques modernes avec des effets spéciaux numériques, ainsi que des techniques anciennes comme l'animation en volume ainsi que la go motion.

### Musique
Après avoir sollicité le compositeur Alan Silvestri, le studio Paramount se tourne finalement vers John Barry, fraichement oscarisé pour la musique de Out of Africa et compositeur habituel de la saga James Bond. Barry livre près d'une heure vingt de musique pour le premier montage du film, dont les projections tests sont très mitigées. Le film est alors raccourci d'une quarantaine de minutes et la Paramount demande au compositeur de créer un nouveau score, ce qu'il refuse en quittant le projet. La production engage alors le compositeur français Michel Colombier, qui compose une nouvelle partition en à peine deux semaines.

### Montage
L'acteur Charles Dance explique en interview pour le magazine Fangoria en 1992 que le film a été fortement remanié par le studio après la première projection test :
« Au départ, The Golden Child était un scénario très intéressant avec beaucoup de résonances, mais la Paramount s'est dégonflée. Lorsqu'ils l'ont projeté pour la première fois, c'était un type de film très différent pour Eddie Murphy. La Paramount a trop prêté attention au malaise du public de l'avant-première à propos du caractère inconnu du personnage d'Eddie. Ils l'avaient si bien connu grâce au Flic de Beverly Hills qu'ils voulaient que le personnage ressemble beaucoup plus à cela. Le studio est donc revenu en arrière et a repris de nombreuses séquences d'Eddie en train de faire des Eddie Murphy-isms, et les ont mis dans le film. Ensuite, ils ont sorti une musique vraiment somptueuse, étrange et magnifique de John Barry, et l'ont remplacée par quelque chose de plus funky. Donc, en gros, vous avez obtenu c'était Le Flic de Beverly Hills au Tibet. »

## Distinctions
Le film obtient deux nominations mais aucune récompense : 
- Saturn Awards 1987 : meilleur film fantastique 1987
- Young Artist Awards 1988 : meilleure jeune actrice dans un long métrage dramatique pour J. L. Reate

## Commentaires
Durant l'intrusion de Chandler Jarrell et Kee Nang dans la planque des motards, la télévision du squat est allumée et diffuse le concert d'un groupe de glam metal : c'est Ratt interprétant leur chanson Body Talk (en), écrite pour le film.